# Бута, Аурелиу
Аурелиу Габриэл Улинейя Бута (порт. Aurélio Gabriel Ulineia Buta; род. 10 февраля 1997, Ангола) — португальский футболист ангольского происхождения, правый защитник франкфуртского «Айнтрахта». Старший брат Леонарду Бута.

## Клубная карьера
Бута — воспитанник клубов «Агеда», «Бейра-Мар» и «Бенфика». Выступал за дублёров последних, в составе юношеской команды в сезоне 2016/2017 годов стал финалистом Юношеской Лиги УЕФА против австрийского «Ред Булл Зальцбург». Выступал так же во втором дивизионе Португалии.
В августе 2017 года Бута на правах аренда стал игроком бельгийского клуба «Антверпен». 15 октября 2017 года в матче против «Зюлте-Варегем» он дебютировал в чемпионате Бельгии. По окончании сезона, бельгийский клуб выкупил защитник и подписал контракт на три года. 4 августа 2019 года в поединке против «Васланд-Беверен» Аурелиу забил первый гол в составе команды.
В июле 2022 года Бута на правах свободного агента стал игроком франкфуртского «Айнтрахта». 21 января 2023 года в поединке против «Шальке 04» он дебютировал в немецкой Бундеслиге и забил дебютный гол.

## Международная карьера
В 2014 году в составе юношеской команды Бута принял участие в юношеском чемпионате Европы на Мальте. На турнире он сыграл в матчах против сборных Шотландии, Швейцарии, Германии и Англии.
В 2016 году в составе юношеской сборной Португалии Бута принял участие в юношеском чемпионате Европы в Германии. На турнире он сыграл в матчах против команд Австрии, Германии, Италии и Франции. В поединках против итальянцев и немцев Аурелиу забил гол.